# Macará (canton)
Macará est un canton d'Équateur situé dans la province de Loja.